# St Gluvias
St Gluvias – część miasta Penryn w Anglii, w Kornwalii. Leży 32 km na wschód od miasta Penzance i 381 km na południowy zachód od Londynu.